# Ardisia storkii
Ardisia storkii är en viveväxtart som beskrevs av Cyrus Longworth Lundell. Ardisia storkii ingår i släktet Ardisia och familjen viveväxter. Inga underarter finns listade i Catalogue of Life.